# A Keresztapa
A Keresztapa (The Godfather) Mario Puzo azonos című regényéből készült 1972-ben bemutatott világhírű filmdráma Francis Ford Coppola rendezésében Marlon Brando, Al Pacino, Robert Duvall és James Caan főszereplésével. A film Coppola Keresztapa-trilógiájának első része.
Coppola műve nem csak egyszerűen egy történetet visz vászonra: mozijában elsősorban a cselekmény közege az, amit be kíván mutatni a közönségének. A film kesernyés világát az operatőr, Gordon Willis képei keltik életre. A megdöbbentő érzékkel megválasztott színek, fények, valamint kamerabeállítások eredményeként a képei egyedülálló hangulatot kölcsönöznek a történetnek. Ehhez a világhoz legalább ennyire hozzátartozik még Nino Rota legendássá vált zenéje.
Vito „Don” Corleone szerepére Coppola Marlon Brandót választotta, Michael Corleonét Al Pacino formálta meg. 
A Keresztapát leginkább az különbözteti meg a többi, hasonló témájú alkotástól, hogy hiányoznak belőle a pólusok és a sztereotípiák. Coppola mozijában nincsenek kimondottan pozitív szereplők. A főszereplőket a film „negatív” hőseitől is csak pusztán az választja el, hogy egy másik család tagjai, de módszereik és gondolkodásmódjuk megegyező.
A filmet az Amerikai Filmakadémia az 1972-es évben tizenegy Oscar-jelöléssel jutalmazta. Ebből hármat nyert el: az év legjobb filmjének járó Oscar-díj mellett Coppola Mario Puzóval közösen a legjobb forgatókönyv díját kapta meg, Marlon Brando alakítását pedig a legjobb férfi főszereplő díjjal jutalmazták. Ebben a filmen szinkronizálta először Végvári Tamás Al Pacinót.

## Cselekmény

### Összefoglaló
Ahogy az olasz maffia konzervatív, szigorúan patriarchális hierarchiájában, úgy a filmben is a családfő helyezkedik el a középpontban. Ő a keresztapa, aki a New York-i olasz közösség hozzá tartozó része felett totális hatalommal rendelkezik: semmi nem történhet a tudta és beleegyezése nélkül. Az amerikai társadalomból kiábrándult, hagyományaira büszke olasz közösség egyedül rajta keresztül képes érdekei érvényesítésére, amiért cserébe a Don megkérdőjelezhetetlen hűséget követel meg. Brando a Corleone család fejének szerepében maga a megtestesült hatalom. Legendássá vált halk, nehézkes beszédét soha, senki egy pillanatra sem szakítja félbe. Megfontolt stratéga, aki amikor már mind szellemileg, mind fizikailag egyre kevésbé alkalmas a család irányítására, képes visszavonulni, ezzel átadva helyét legrátermettebb fiának. A legifjabb Corleonét a család távol kívánja tartani az „üzlettől”. Háborús hős, mintapolgár egészen addig a pillanatig, amíg apja ellen gyilkossági kísérletet nem hajtanak végre. Addigi kívülállását önmaga szakítja meg, elindul azon az úton, amin haladva a film végére már ő maga „rendezi a család ügyeit”. Az apja kórházi ágya mellől az őröket visszarendelő korrupt rendőrtiszt pofonjai ráébresztik, hogy nem tudja kívülállóként szemlélni családja életét. Rádöbben, hogy törvényes út számára nem létezik: a törvény azt szolgálja, aki többet fizet érte.

### Részletes cselekmény
A második világháború vége utáni New York-ban, a szicíliai származású maffiavezér, Don Vito Corleone és családja történetét meséli el a film. New York alvilágában a Corleone-család érdekeltségébe tartozik a szerencsejáték, sportfogadás és a szeszcsempészet. A prostitúciót és a kábítószer-kereskedelmet viszont elutasítják. Az 5 család legbefolyásosabbika bírókat, rendőrtiszteket és politikusokat fizet a zavartalan üzletmenet érdekében. Vito Corleonénak 4 gyermeke van: Sonny (Santino), Fredo, Michael és Connie. A történet a már idős Don lánya esküvőjével kezdődik (a film a későbbiekben többször is kitér Vito Corleone gyerekkorára, Amerikába érkezésére és meggazdagodására a legális és illegális üzleti életben), ahol a hatalmas birtok udvarán nagy tömeg ünnepli az ifjú párt. A Don dolgozószobája előtt pedig sorban állnak a szívességet kérők.
Szokványos szicíliai bevándorlóként éli életét a család, de Michael, a legkisebb fiú kilóg a sorból. Ő főiskolát végzett, amerikai lánynak udvarol, harcolt a világháborúban (hiába ellenezte az apja), és a legfontosabb: ki akar maradni a család alvilági ügyleteiből.
Sonny éppen az ellenkezője, vágyik a gengszteréletre, forrófejű és arrogáns, arra számít, hogy az apja ráhagyja majd a család vezetését.
Fredo bár jólelkű, de végtelenül egyszerű gondolkodású, ezért csak a kisebb, szinte jelentéktelen ügyeket bízzák rá. Hagen pedig, a család ügyvédje a Don fogadott fia, akit Sonny gyerekkorukban vitt haza, mert az utcán csavargott és nem volt hol aludnia.
Tomot Vito Corleone befogadta és ügyvédnek taníttatta, aki a család üzleti ügyeivel foglalkozik.
Az esküvő után nem sokkal üzleti megbeszélésre hívják a Dont, egy bizonyos Sollozzo (a „török”) akar vele üzletet kötni.
A kábítószerterjesztő üzletéhez kér segítséget a családtól, és busás hasznot ajánl, ha a Don felhasználja befolyását az üzletmenet zavartalanságáért.
Don Vito elutasítja az ajánlatot, mert politikus és rendőrségi barátai szerinte nem hunynának szemet egy ilyen 'piszkos' üzlet felett.
Hiába kérte Tom Hagen előzőleg, hogy gondolja meg alaposan, mert ez egy nagyon gyümölcsöző üzlet, és ha a Corleone család nem száll be, akkor majd megteszi más, és a sok pénz újabb alvilági háborúhoz vezet majd.
A Don kérlelhetetlen, de Sonny meggondolatlanul közbeszól a tárgyaláson, és ezzel azt érzékelteti a törökkel, hogy csak Vito Corleone áll az üzlet útjában, s a család többi részét érdekli az ajánlat.
Karácsony előtt néhány nappal megpróbálják megölni a Don-t az utcán, de életben marad. Fredo, aki mellette volt, tehetetlenül nézi, ahogy apját lelövik. A kórházat, ahol a Don fekszik, elözönlik a család emberei, nehogy Sollozzo emberei újra megpróbálják megölni őt.
Mire Michael beér a kórházba meglátogatni az apját, már sehol sincsenek a család emberei, mert a Sollozzo által fizetett rendőrök elzavarták őket. Sikerül megmentenie apja életét egy hálás fiatalember segítségével, aki a Donnak köszönheti, hogy a háború után Amerikában maradhatott. 
A család úgy dönt, hogy meg kell ölni Sollozzót és az őt segítő korrupt rendőrtisztet is, de számítanak rá, hogy a rendőrgyilkosság után háború következik.
A legnagyobb megdöbbenésükre Michael is részt akar venni az akcióban és rövid töprengés után rájönnek, hogy a török úgysem merne a család bármely más tagjával találkozni, hogy megbeszéljék az ügyet.
Kinyomozzák, hol akar a török találkozni Michaellel és pisztolyt csempésznek az étterem WC-jébe.
A találkozón Michael hidegvérrel lelövi Sollozzót és a rendőrtisztet is.
Ezután Szicíliában bujdosik, amíg elülnek a dolgok. Több mint egy éven él itt, ezalatt megnősül. 
A háborúban súlyos veszteségek érik a családot: Szicíliában egy Michaelnek szánt bomba megöli a feleségét. Sonny forrófejűségét kihasználva, Connie férjének segítségével (aki sértődött, mert a család kizárja az ügyekből), Sollozzo emberei tőrbe csalják Sonny-t, és a Brooklyn-i autópálya kapujánál kivégzik. A család bosszúból megöli a rivális Tattaglia család Donjának fiát, Brunót.
Mire a család ügyvédei tisztázzák Michaelt a rendőrgyilkosság vádja alól, már békét akarnak kötni a többi családdal, hogy Michael hazajöhessen.
Don Vito egy megbeszélésen békét köt a többi Donnal, hogy Michael hazajötte után kitanítsa a család vezetésére. Közben Michael felkeresi Kay-t, az amerikai lányt, akinek régen udvarolt, és feleségül kéri.
Anthony (Michael és Kay első gyermeke) születése után már Don Vito és Michael közösen irányítják a családot. Mindent, amit tud az életről és üzletről, átadja a fiának. Többek között azt is megosztja vele, hogy aki a találkozót szervezi majd Don Barzinivel, az lesz az áruló.
Don Vito halála mindenkit megráz, és a temetése napján Michael megtudja, hogy a családhoz közelálló Tessio árulta el Őket. 
Ezután Michael, unokaöccse keresztelője közben, ahol történetesen ő lesz a keresztapa, minden ellenségükkel leszámol, köztük a Corleone család árulójával, Tessióval is, és átveszi az apja helyét a családban.

## Szereplők
| Szerep                           | Színész               | Magyar hang        | Magyar hang                                | Magyar hang            |
| Szerep                           | Színész               | 1. szinkron (1982) | - 1. szinkron - 1. módosítás - (1990–1991) | 2. szinkron (1997)     |
| -------------------------------- | --------------------- | ------------------ | ------------------------------------------ | ---------------------- |
| Don Vito Corleone                | Marlon Brando         | Szabó Sándor       |                                            | Tordy Géza             |
| Michael Corleone                 | Al Pacino             | Végvári Tamás      | Jakab Csaba                                | Végvári Tamás          |
| Santino „Sonny” Corleone         | James Caan            | Márton András      |                                            | Szakácsi Sándor        |
| Pete Clemenza                    | Richard S. Castellano | Horváth Pál        |                                            | Koroknay Géza          |
| Tom Hagen                        | Robert Duvall         | Dózsa László       |                                            | Helyey László          |
| McCluskey rendőrkapitány         | Sterling Hayden       | Benkő Gyula        |                                            | Csurka László          |
| Jack Woltz producer              | John Marley           | Verebes Károly     |                                            | Szokolay Ottó          |
| Don Emilio Barzini               | Richard Conte         | Velenczey István   |                                            | R. Kárpáti Péter       |
| Moe Greene                       | Alex Rocco            | Perlaki István     |                                            | Kovács István          |
| Virgil Sollozzo, „a Török”       | Al Lettieri           | Szilágyi Tibor     | Csikos Gábor                               | Vass Gábor             |
| Kay Adams                        | Diane Keaton          | Egri Márta         |                                            | Kovács Nóra            |
| Salvatore „Sally” Tessio         | Abe Vigoda            | Gruber Hugó        |                                            | Gruber Hugó            |
| Costanza „Connie” Corleone-Rizzi | Talia Shire           | Kiss Mari          |                                            | Vándor Éva             |
| Carlo Rizzi                      | Gianni Russo          | Felföldi László    |                                            | Laklóth Aladár         |
| Frederico „Fredo” Corleone       | John Cazale           | Halmágyi Sándor    |                                            | Incze József           |
| Bruno Tattaglia                  | Tony Giorgio          | Láng József        |                                            | Halmágyi Sándor        |
| Apollonia Vitelli-Corleone       | Simonetta Stefanelli  | Andresz Kati       | Kiss Erika                                 | Roatis Andrea          |
| Philip Tattaglia                 | Victor Rendina        | Fillár István      |                                            | Palóczy Frigyes        |
| Carmine Cuneo                    | Rudy Bond             |                    |                                            |                        |
| Victor Stracci                   | Don Costello          |                    |                                            |                        |
| Johnny Fontane énekes            | Al Martino            | Dobránszky Zoltán  |                                            | Sinkovits-Vitay András |
| Corleone mama                    | Morgana King          | Győri Ilona        |                                            | Szabó Éva              |
| Luca Brasi                       | Lenny Montana         | Farkas Antal       | Kránitz Lajos                              | Ujlaki Dénes           |
| Paulie Gatto                     | John Martino          | Téri Sándor        |                                            | Holl Nándor            |
| Amerigo Bonasera                 | Salvatore Corsitto    | Szabó Gyula        |                                            | Pathó István           |
| Willie Cicci                     | Joe Spinell           | Cs. Németh Lajos   |                                            | Harmath Imre           |
| Al Neri                          | Richard Bright        | nem szólal meg     | nem szólal meg                             | nem szólal meg         |

## A Keresztapa-trilógia
Méltán tekinthetjük A Keresztapa megjelenését a maffiatörténetek kezdetének, hiszen előtte nem igazán létezett ez a műfaj, utána pedig csak ehhez a műhöz viszonyítva lehetett csak ilyen vagy ehhez hasonló témákról szólni. Coppola A Keresztapa történetét két további résszel egészítette ki.
Az első film teljes egészében Puzo 1969-es regényére épül; a második világháború utáni New Yorkban játszódik és Vito Corleone donságának utolsó szakaszára, ill. a maffiaháborúra fókuszál. Már itt is éles utalásokat találhatunk a maffia és a mindennapok összefonódására; a kritikusok például Johnny Fontane alakjában a kor nagyszerű énekesét, Frank Sinatrát vélték felfedezni. A film nemcsak egyértelmű utalásaiban volt áttörés: először láthatott a néző ily kendőzetlenül naturalista akciójeleneteket a filmtörténet során.

### A Keresztapa II.
Az alkotók a nagy sikerre való tekintettel folytatták a cselekményt, bár kezdetben a folytatás ötletével maga Coppola nem értett egyet. Ezzel kapcsolatban az 1975-ös Oscar-gálán, a legjobb rendezőnek járó díj átvételét követő köszönőbeszédében azt mondta: „Charlie Bluhdorn ötlete volt. Amikor meghallottam, mondtam neki: „A Keresztapának folytatást készíteni garantált bukást jelent, és mindent elveszíthetek, amit eddig sikerült elérnem.” (…) Örülök neki, hogy megpróbáltam.”
Az 1974-ben moziba került folytatás az ötvenes évek végén játszódik, és Michael Corleone keresztapaságát mutatja be, melyet a fiatal Vito Corleone – Robert De Niro alakításában – történetével egészítettek ki. A történet egy része a forrongó Kubában játszódik, de vannak a filmben utalások az amerikai maffia korabeli tevékenységére is.

### A Keresztapa III.
1990-ben, hosszú kihagyás után jelent meg A Keresztapa harmadik része, amely 1978-ban játszódik, és a Vatikán és a maffia kapcsolatát tárgyalja, meglehetősen provokatívan; utalnak I. János Pál pápa titokzatos halálának okaira is. A trilógia befejező részében Al Pacino a hatvanas éveiben járó mindenható Keresztapa, akit két cél vezérel: hogy családját letérítse a bűn útjáról, és hogy megfelelő utódot találjon magának.

## A film hatása a maffiára
Robert Delaney, New Jersey állam nyomozója áthatolt az államban lévő maffiaszervezeteken, és 1981-ben első kézből értesítette a szervezett bűnözésről és maffiatagokról az Amerikai Szenátus illetékes bizottságait. Kijelentette, hogy a Keresztapa filmek nagy hatást gyakorolnak a bűnszervezeti családokra. Olyanokról mondta ezt, akik legalább háromszor, de akár tízszer nézték meg a filmet. Egyszer azt mondta, hogy Joey Adonis fia egy marék negyeddollárost adott a pincérnek, és kérte, hogy folyamatosan játszassa wurlitzeren A Keresztapa című film zenéjét.
Delaneyen kívül a sokáig hatalmon lévő bűnszervezeti család vezetőjének, Joe Bonanónak az volt a véleménye A Keresztapáról, hogy mindenkinek meg kell néznie, hiszen a film megmutatja nekik, miképp kell viselkedniük. Az Egy becsületes ember című regényében mesél a munka iránti különleges érzelmeiről. Az igazi feladat a családi büszkeség és a személyes tisztelet elérése. Ez az, ami A Keresztapát olyan híressé teszi. Rokoni kapcsolatokkal rendelkező, erős akaratú embereket mutat be. Azonban Bonano soha nem minősítette a filmet.

## A film megjelenése Magyarországon
A Keresztapa első része 1982. március 25-én került először a magyarországi mozikba, a MOKÉP forgalmazásában. Az első magyar szinkron a Pannónia Filmstúdió-ban készült, 1982-ben, az olasz nyelvű jeleneteket pedig feliratozták. A mozivetítések után és az első VHS-kiadás közti időszakban (közel nyolc évig) szinte semmilyen formában nem lehetett elérni a film első részét. Egyedül az 1980-as évek közepén divatnak számító úgynevezett „kalózkazettákon” terjedt el, amelyre bár szinkronos kópiát tettek, mégis az olasz részek „házi” hangalámondásos jeleneteket tartalmaztak.
1991-ben a Magyar Televízió műsorára tűzte a film MOKÉP által forgalmazott kópiáját, mely az első szinkront tartalmazta, az olasz nyelvű képsorok feliratozásával. Szélesebb körben ekkor volt látható először és utoljára a filmnek ez a szinkronos változata.
1990-ben az akkor még újonnan alakuló UIP-Dunafilm kiadó megvásárolta a Mokép-tól az eredeti szinkron jogait és a VHS kiadványára már a Mokép által készített első szinkront tette rá, azonban az olasz részekhez nem feliratozást, hanem gyári narrációt készíttetett. Hozzá kell tenni, hogy a UIP Dunafilm, 1991-ben a Keresztapa II. része VHS kiadásakor is a szinkronjogokat a Mokép-tól vásárolta meg, amelyen az első résszel ellentétben az olasz képsorok feliratosak maradtak, ahogy a mozivetítésnél is. A Keresztapa III. részét pedig 1992-ben jelentette meg a UIP Dunafilm, bár ebben az esetben a szinkronjogok a UIP tulajdonát képezték, mégis itt is az olasz részeket feliratosan hagyták meg. Ezek az első UIP Dunafilm-es VHS kiadványok jelentették az első olyan hivatalos adathordozókat, amelyeken az eredeti magyar szinkronok a mai napig megtalálhatóak. Igaz ekkor még csak a videótékák számára szánták őket, a lakossági körökben nagyon elenyésző mértékben kerültek ki.
1997-ben a UIP Dunafilm megjelentetett a Keresztapa Trilógia lakossági VHS változatát, amelyre egy új javított kópia került. A Mafilm Audio Kft.-ben ekkor készítette el a második "egységes" magyar szinkronokat a Trilógiához és az olasz jelenetek mind a három film esetében feliratozva kerültek a VHS-kazettákra, sőt a harmadik rész esetében még bővített jelenetek is kerültek a szalagra. 1999-ben a TV2 levetítette a Keresztapa Trilógiát, de ekkor még az első szinkronos verziókat sugározta, amelyeket a UIP Dunafilm adott ki VHS-eken az 1990-es évek elején. Később a 2000-es évek elején a TV2 már az új szinkronokkal is levetítette a Trilógiát, ahogy azt a Viasat3 is megismételte, 2005 karácsonyán.
A Keresztapa Trilógia DVD kiadása a 2000-es évek közepe táján még teljes egészében feliratozva jelent meg, pár évvel később az InterCom Zrt. megjelentette a szinkronos változatokat. Természetesen a második magyar szinkronok kaptak helyet a korongokon, lévén, hogy az első magyar szinkronok technikailag korszerűtlenek voltak illetve Mono hangzásban rögzítették őket annak idején. Azonban az új szinkronokat, a sztereó hangzásuk ellenére sem sikerült feljavítani 5.1-es hangzásra, ezért csak 2.0-s hangminőségben lehet őket hallani a DVD-lemezeken.
2022. február 10-től digitálisan felújítva, magyar felirattal újra mozikba került a film.

## Oscar-díj
A film tizenegy Oscar-díj jelölést kapott, de csak hármat tudott megszerezni mindebből: a legjobb adaptált forgatókönyv, a legjobb film és a legjobb férfi főszereplőnek járó díjat, ez utóbbi átvételét Marlon Brando visszautasította az amerikai őslakosokkal szembeni politikai diszkrimináció ellen tiltakozva.
Nino Rotát A Keresztapa zenéjéért jelölték 1972-ben a legjobb eredeti filmzene kategóriában, de a jelölést visszavonták, miután kiderült, hogy Rota a Fortunella (1958) című film zenéjét használta fel. Végül az akadémia zenei részlegének tagjai John Addisonra szavaztak ötödik jelöltként.

## Fontosabb díjak és jelölések
Golden Globe-díj (1973)
- díj: legjobb drámai film
- díj: legjobb rendező: Francis Ford Coppola
- díj: legjobb drámai férfi főszereplő: Marlon Brando
- díj: legjobb eredeti filmzene: Nino Rota
- díj: legjobb forgatókönyv: Francis Ford Coppola, Mario Puzo
- jelölés: legjobb férfi főszereplő jelölés: Al Pacino
- jelölés: legjobb férfi mellékszereplő jelölés: James Caan

Grammy-díj (1973)
- díj: legjobb eredeti filmzene: Nino Rota

Oscar-díj (1973)
- díj: legjobb film: Albert S. Ruddy
- díj: legjobb férfi főszereplő: Marlon Brando
- díj: legjobb eredeti forgatókönyv: Francis Ford Coppola, Mario Puzo
- jelölés: legjobb rendező: Francis Ford Coppola
- jelölés: legjobb férfi mellékszereplő: James Caan
- jelölés: legjobb férfi mellékszereplő: Robert Duvall
- jelölés: legjobb férfi mellékszereplő: Al Pacino
- jelölés: legjobb jelmeztervezés: Anna Hill Johnstone
- jelölés: legjobb hang: Charles Grenzbach, Christopher Newman, Richard Portman
- jelölés: legjobb eredeti filmzene: Nino Rota (visszavonták a jelölést)
- jelölés: legjobb vágás: William Reynolds, Peter Zinner

BAFTA-díj (1973)
- díj: Anthony Asquith-díj a legjobb filmzenének: Nino Rota
- jelölés: legjobb férfi főszereplő jelölés: Marlon Brando
- jelölés: legjobb férfi mellékszereplő jelölés: Robert Duvall
- jelölés: legjobb jelmeztervezés jelölés: Anna Hill Johnstone